# Lithophane pruena
Lithophane pruena là một loài bướm đêm trong họ Noctuidae.